# Ортон (приток Мрассу)
Ортон (в верховье Большой Ортон) — река в России, протекает по Кемеровской области. Устье реки находится в 114 км по правому берегу реки Мрассу. Длина реки составляет 76 км. Площадь водосборного бассейна — 1200 км². Высота устья — 328 м над уровнем моря.

## Бассейн
- 24 км: Канас
- 28 км: Колос
  - 11 км: Тегенек
- 28 км: Базас
  - 6 км: Караджан
    - 2 км: Азас

  - 16 км: Левый Сунзас
    - 5 км: Пистек
- 48 км: Большая Березовка
- 52 км: Фёдоровка
- 58 км: Малый Ортон

## Данные водного реестра
По данным государственного водного реестра России относится к Верхнеобскому бассейновому округу, водохозяйственный участок реки — Томь от истока до города Новокузнецк, без реки Кондома, речной подбассейн реки — Томь. Речной бассейн реки — (Верхняя) Обь до впадения Иртыша.